# Сельское поселение Спасское (Самарская область)
Сельское поселение Спасское — муниципальное образование в Приволжском районе Самарской области.
Административный центр — село Спасское.

## Административное устройство
В состав сельского поселения Спасское входят:
- село Спасское,
- посёлок Садовый,
- посёлок Томанский.